# Преображенская церковь (Львов)
Храм Преображения Господнего (бывший Тринитарский костёл) — памятник архитектуры во Львове (Украина), в настоящее время (с октября 1989 года) католический храм в ведении 
Украинской грекокатолической церкви (УГКЦ). Находится в центре Львова, на улице Краковской, 21.

## История
Здание было построено в 1703—1731 годах как храм римско-католического ордена тринитариев.
В 1898 году была закончена перестройка храма под униатскую (ныне УГКЦ) Преображенскую церковь по проекту архитектора Сильвестра Гавришкевича.
20 сентября 1948 года, после богослужения, на ступенях храма оуновцем был убит отец Гавриил Костельник, руководивший присоединения униатов Западной Украины к Русской православной церкви.
29 октября 1989 года храм был захвачен сторонниками УГКЦ, до того запрещённой в СССР.